# Paraje Santo Domingo (Neuquén)
Santo Domingo es una localidad del Departamento Zapala, en la provincia de Neuquén, Argentina. La administración local es llevada a cabo por una Comisión de Fomento organizada desde la provincia en Ramón M. Castro. Actualmente cuenta con un destacamento de una brigada policial rural.

## Historia
Santo Domingo fue fundado tras la creación del Ramal ferroviario Bahía Blanca - Neuquén - Zapala, en la Provincia de Neuquén, Argentina. Se llama así debido a los numerosos lugares a los bordes de la Ruta Nacional 22 con rezos a Domingo Savio, por personas que ya fallecieron por diferentes accidentes de tránsito, contaba con una estación de ferrocarril, hoy en día demolida.
A través del Decreto N° 0465 del 23 de febrero de 1998 el 27 de febrero de 1998 se funda la comisión de fomento de Ramón M. Castro. Esta incluye los parajes: Santo Domingo Centro, Ramón Castro, Santo Domingo Abajo, Anticlinal, Barda Negra Sur, Punta Bardita, Bajo Guanaco, Portezuelo y La Amarga.

## Educación
Cuenta con la Escuela Primaria N°8, para realizar estudios de instituciones secundarias se debe de ir a Zapala, municipio que se encuentra a unos 20 kilómetros por la Ruta Nacional 22.

## Ubicación
Se encuentra en el kilómetro 0 de la Ruta Provincial 34 en el cruce junto a la Ruta Nacional 22, en la entrada hay un arco y una señal que indica un cruce ferroviario.

## Población
Según el censo 2022 se conoció que el asentamiento fue censado como población dentro de la comisión de Fomento de Ramón Castro, la cual reunió 302 habitantes.